# サミー・ヘイガー
サミー・ヘイガー（Sammy Hagar、1947年10月13日 - ）は、アメリカ合衆国のロックミュージシャン（ギタリスト・ボーカリスト・作詞・作曲家）である。ヴァン・ヘイレンの元ボーカリスト。
本名は、Samuel Roy Hagar（サミュエル・ロイ・ヘイガー）。カリフォルニア州モントレー出身。1949年生まれの説もある。アメリカのインターネット上では父方のルーツはレバノン系やユダヤ系やアイルランド系と書かれる事が多いが、本人曰くルーツはシチリア島からの移民の血をひくイタリア系の母と、イングランド系とスコットランド系の父を持つと説明している。高くなる程鋭さを増すハイトーン・ボイスが特徴である。

## 経歴

### デビュー - 1984年
1973年、アメリカ西海岸のハードロック・バンド、モントローズ（Montrose）のボーカリストとしてデビュー。2枚のアルバムに参加した後、モントローズを脱退し、キャピトル・レコードと契約して1976年にソロ・デビュー。ソロ活動ではギターも演奏する。1980年のアルバム『バイオレンスの逆襲』には、ジャーニーのスティーヴ・ペリーとニール・ショーンがゲスト参加。
ゲフィン・レコードへの移籍第1弾アルバム『スタンディング・ハンプトン』（1981年）は、全米アルバム・チャートのトップ40入りを果たし（最高28位）、同作収録曲「There's Only One Way to Rock」は、後にヴァン・ヘイレンのライブでも歌われた代表曲。サミーはやがて、「ヴォイス・オブ・アメリカ」と賞賛されるようになり、1984年にはそれにちなんだタイトルのアルバム『VOA (ヴォイス・オブ・アメリカ)』発表。同作収録曲「非情のハイウェイ55号 (原題: I Can't Drive 55)」も、ヴァン・ヘイレンのライブで歌われた。また、ニール・ショーン、ケニー・アーロンソン、マイケル・シュリーヴとのプロジェクトHSASを結成し、アルバム『炎の饗宴』（1984年）を発表。

### 1985年以降

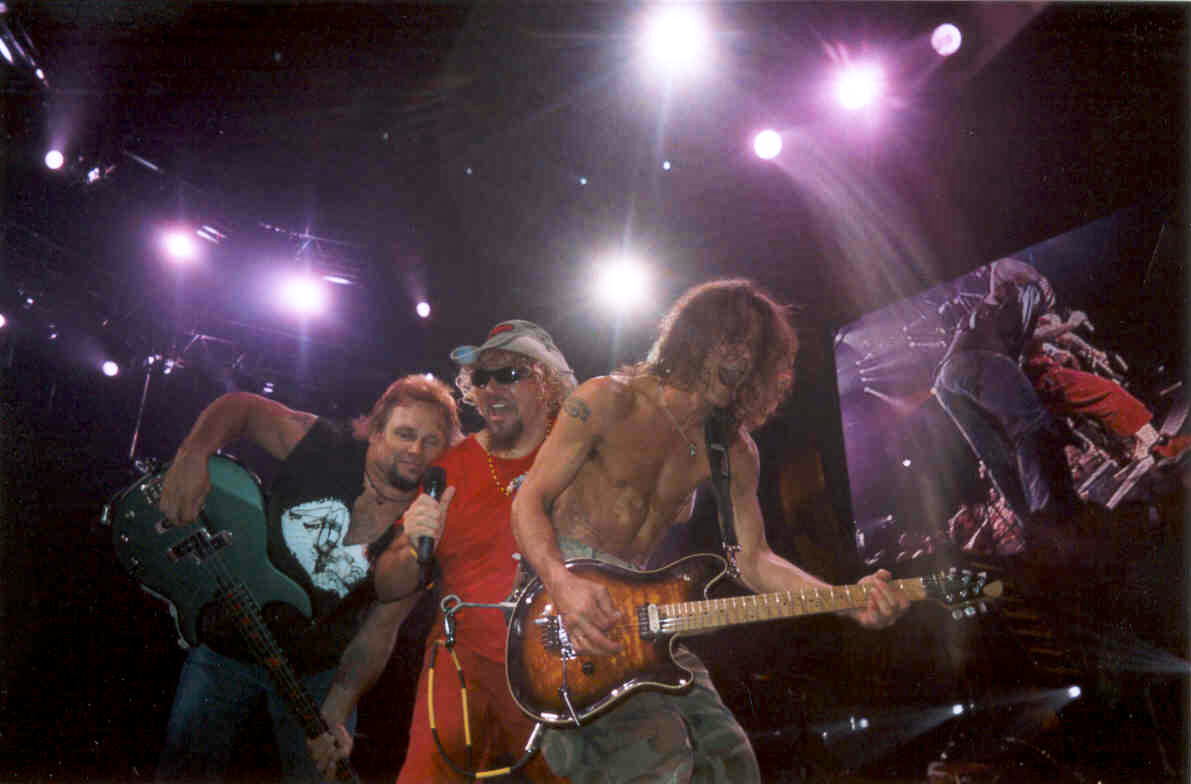
ヴァン・ヘイレン - サミー・ヘイガー（中央）、エドワード・ヴァン・ヘイレン（右）、マイケル・アンソニー（左）

1985年、ヴァン・ヘイレン（Van Halen）にボーカリストとして加入し、翌年、アルバム『5150』発表。また、1987年公開の映画『オーバー・ザ・トップ』に、エドワード・ヴァン・ヘイレンがベーシストとして参加した楽曲「Winner Takes It All」を提供。サミー在籍時のヴァン・ヘイレンは、スタジオ・アルバム4枚をBillboard 200の1位に送り込んだ。
1996年にヴァン・ヘイレンを脱退。サミーはソロ活動に戻り、1999年以降は、サミー・ヘイガー・アンド・ザ・ワボリタス名義で活動。2002年にはニール・ショーン等と共にプラネットUSを結成するが、アルバム発表には至らずに解散。
2004年、一時的にヴァン・ヘイレン復帰。 全米ツアーと2枚組ベスト・アルバム『ヴェリー・ベスト・オブ・ヴァン・ヘイレン (The Best Of Both Worlds)』の新曲3曲に参加。しかし、エディとの関係が再び悪化し、ツアー後は自然消滅（再脱退）。その後も精力的に活動している。2007年にはジョー・サトリアーニ、チャド・スミス、ヴァン・ヘイレン時代の盟友マイケル・アンソニーと共にチキンフットを結成。
2010年に、自らの生い立ちと音楽におけるキャリアを綴った自伝『RED 俺のロック人生 サミー・ヘイガー自伝』を出版。
2020年には新型コロナウイルス感染症のパンデミックに対応してリモートでレコーディングを行い、2021年1月8日、一連の録音（新曲「Funky Feng Shui」以外はカヴァーまたはセルフ・カヴァー）を収録したアルバム『Lockdown 2020』をリリースした。
2023年6月26日、ハリウッド・ウォーク・オブ・フェイムの設立元である米・ハリウッド商工会議所より、サミーが2024年に殿堂入りすることが発表された。
2024年4月30日、ハリウッド・ウォーク・オブ・フェイムに刻まれた星形プレートがお披露目された。
2024年7月13日より、ワールドツアー『The Best of All Worlds 2024 Tour』を開催。9月20日から23日にかけて東名阪で同ツアーの来日公演を開催。

## その他
- 1968年にベスティーという名の女性と結婚し、「アーロン」と「アンドリュー」という2人の息子を儲けるも、1994年に離婚。その後、現在の妻であるカルテと再婚し、「ケイマ」と「サマンサ」という2人の娘を儲けている。なお、ケイマを身ごもっていた頃のカルテの妊娠による療養生活と、当時制作していたアルバム『バランス』のスケジュールをめぐるトラブルが、一度目のヴァン・ヘイレンからの脱退の一因となっている。
- 1990年、メキシコにCabo Wabo Cantinaというナイトクラブを開いた。2004年にはネバダ州に2号店をオープンさせる[8]。なお、ナイトクラブ名（及び下記テキーラ名）はヴァン・ヘイレン時代のアルバム『OU812』収録曲「Cabo Wabo」に因む。
- テキーラ好きが高じて、テキーラ・ブランド「カボ・ワボ」を設立した。経営する店で販売しているその製品は、テキーラ・コンベンションで賞も受賞している[9]。

## ディスコグラフィ

### ソロ作品
★が付いているものはサミー・ヘイガー・アンド・ザ・ワボリタス名義。
☆が付いてるものはサミー・ヘイガー&ザ・サークル名義

#### スタジオ・アルバム
- 『ナイン・オン・ア・テン・スケール』 - Nine on a Ten Scale (1976年)
- 『サミー・ヘイガー』 - Sammy Hagar (1977年)
- 『ミュージカル・チェアーズ』 - Musical Chairs (1977年)
- 『ストリート・マシーン』 - Street Machine (1979年)
- 『バイオレンスの逆襲』 - Danger Zone (1980年)
- 『スタンディング・ハンプトン』 - Standing Hampton (1981年)
- 『スリー・ロック・ボックス』 - Three Lock Box (1982年)
- 『VOA (ヴォイス・オブ・アメリカ)』 - VOA (1984年)
- 『ヘイガー・USA』 - I Never Said Goodbye (1987年)
- 『マーチング・トゥ・マーズ』 - Marching to Mars (1997年)
- 『レッド・ヴードゥー』 - Red Voodoo (1999年) ★
- 『テン・サーティーン』 - Ten 13 (2000年)
- 『ノット・4・セール』 - Not 4 Sale (2002年) ★
- Livin' It Up! (2006年) ★
- 『コズミック・ユニヴァーサル・ファッション』 - Cosmic Universal Fashion (2008年)
- 『サミー・ヘイガー&フレンズ』 - Sammy Hagar & Friends (2013年)
- Lite Roast (2014年) ※With Vic Johnson
- Space Between (2019年) ☆
- Lockdown 2020 (2021年) ☆

#### ライブ・アルバム
- 『オール・ナイト・ロング』 - All Night Long (1978年)
- 『LIVE!!』 - Live 1980 (1983年)
- 『ライヴ・ハレルヤ』 - Live: Hallelujah (2003年) ★
- At Your Service (2015年) ☆

#### コンピレーション・アルバム
- 『ルッキング・バック〜グレイテスト・カッツ』 - Looking Back (1986年)
- 『UNBOXED』 - Unboxed (1994年)
- 『ベスト・オブ・サミー・ヘイガー』 - Classic Masters (2002年)
- Essential Red Collection (2004年)
- This Is Sammy Hagar: When the Party Started Volume 1 (2016年) ※アコースティック新曲二曲を含む2000年代ベスト盤

### モントローズ
- 『ハード☆ショック!』 - Montrose (1973年)
- 『ペイパー・マネー (灼熱の大彗星)』 - Paper Money (1974年)

### HSAS
- 『炎の饗宴』 - Through the Fire (1984年)

### ヴァン・ヘイレン
- 『5150』 - 5150 (1986年)
- 『OU812』 - OU812 (1988年)
- 『F@U#C%K』 - For Unlawful Carnal Knowledge (1991年)
- 『ライヴ:ライト・ヒア、ライト・ナウ』 - Live:Right Here, Right Now (1993年) ※ライブ・アルバム
- 『バランス』 - Balance (1995年)

### チキンフット
- 『チキンフット』 - Chickenfoot (2009年)
- 『チキンフット III』 - Chickenfoot III (2011年)
- LV (2012年) ※ライブ・アルバム